# Video High Density
Video High Density (VHD) — формат аналоговых видеодисков, который продавался преимущественно в Японии компанией JVC. Был также вариант только для цифрового звука, Audio High Density (AHD; не выпущен / отменён).

## Технология
Диски VHD имеют диаметр 25 сантиметров (9,8 ″) и могут хранить до 60 минут видео на каждой стороне. Каждый диск хранится в caddy — подобно системе CED от RCA, также известной как SelectaVision VideoDisc, пользователь никогда не контактировал с диском напрямую. Весь caddy вставлялся в проигрыватель, а затем извлекался, оставляя диск внутри, где он считывался и начиналось воспроизведение. В конце стороны надо использовать caddy, чтобы диск извлечь, перевернуть и снова вставить.

## История
Впервые VHD был продемонстрирован в 1978 году, и после многочисленных рекламных объявлений в журналах National Geographic в 1981/1982 годах он был выпущен в Японии 21 апреля 1983 года. На этот раз и LaserDisc, и CED уже пострадали от натиска VHS и Betamax VCR. Несмотря на демонстрацию плеера на нескольких выставках Consumer Electronics Show, JVC решила не выпускать VHD в качестве потребительского продукта в Северной Америке.
В Великобритании компания Thorn EMI, которая была ведущим потребительским поставщиком ленточных систем VHS, рассматривала VHD как следующий шаг на рынке и взяла на себя обязательства по внедрению этой системы. В 1981 году компания вложила средства в завод по производству дисков (в Суиндоне) и производственное подразделение по разработке каталога «интерактивных» изданий — уникальный шаг — для поддержки запланированного на 1984 год запуска, но в конце 1983 года отменила инвестиции. Рынок в Великобритании в первую очередь как образовательный и обучающий инструмент, обычно связанный с компьютером, но привлекающий мало клиентов.
Он нашёл свою основную нишу в качестве караоке-системы, а также использовался в аниме-видеоиграх и интерактивных обучающих системах. Коммерческие версии были доступны в Великобритании (и, вероятно, в США) для обучения, демонстрации и диагностики неисправностей.
Стереоскопическая система также продавалась в Японии; Эти системы 3D VHD достигли трёхмерного эффекта, используя диски с удвоенной скоростью и альтернативным изображением и очки LCS, чтобы передать правильное изображение каждому глазу.
VHD устарел после 1987 года. Производство дисков продолжалось до начала 1990-х годов. Последний новый выпуск в этом формате был в конце 1990 года.